# Polypodium stipitatum
Polypodium stipitatum là một loài dương xỉ trong họ Polypodiaceae. Loài này được Hook. & Grev., Hk. mô tả khoa học đầu tiên năm 1831.
Danh pháp khoa học của loài này chưa được làm sáng tỏ. 